# Hans Christian Sarrazin
Hans Christian Sarrazin (* 3. März 1914 in Speyer; † 12. Oktober 2013 in Recklinghausen) war ein deutscher Sozialmediziner und Schriftsteller.

## Leben
Hans Christian Sarrazin wurde als Sohn von Felix Richard Sarrazin und dessen Frau Mary Irene Frances, geb. Briggs, in Speyer geboren. Nach der Volksschule besuchte er das Progymnasium in Herzogenrath bei Aachen und anschließend das humanistische Gymnasium Aloysianum in Opladen bei Köln, an dem er im März 1933 das Abitur bestand. Nach dem Abitur studierte Sarrazin seit 1934 Germanistik an der Ludwig-Maximilians-Universität München und an der Universität Breslau, dann Medizin an der Rheinischen Friedrich-Wilhelms-Universität Bonn und der Albert-Ludwigs-Universität Freiburg. Im Dezember 1942 bestand er in Freiburg die ärztliche Prüfung. Während des Zweiten Weltkriegs war Sarrazin als Truppenarzt einer Artillerieabteilung in Frankreich und bis April 1945 an der Italienfront stationiert. Nach seiner Entlassung aus der Kriegsgefangenschaft arbeitete er von 1946 bis 1950 als Assistent an der Inneren Abteilung des Knappschafts-Krankenhauses in Bochum-Langendreer. Im Oktober 1950 übernahm Sarrazin die Leitung einer vertrauensärztlichen Untersuchungsstelle der Ruhrknappschaft in Recklinghausen. 1952 wurde er mit einer Arbeit über den Wein in der Therapie des 19. Jahrhunderts bei Paul Diepgen am Medizinhistorischen Institut der Johannes Gutenberg-Universität Mainz promoviert. Anschließend arbeitete Sarrazin als ärztlicher Gutachter für Sozialgerichte. 1964/65 war er Präsident des Rotary Clubs Recklinghausen.
Ein erstes Gedicht wurde 1937 in der Deutschen Allgemeinen Zeitung veröffentlicht.
Er war mit der westpreußischen Gutsbesitzertochter Mechthild Sarrazin, geb. von Fischer (1920–2014), verheiratet. Sein Sohn ist der Politiker und Buchautor Thilo Sarrazin.

## Werke/Veröffentlichungen
- Der Wein in der Therapie des 19. Jahrhunderts. (Mainz, Univ., Diss., 1952).
- Gedichte über Gedichte. In: Neue Deutsche Hefte. H. 34 (1987), S. 9–23.
- Ahorndekade. Gesammelte Gedichte. Laumann, Dülmen 1993, ISBN 3-87466-208-X.
- Die gläserne Kugel. Erzählungen. Laumann, Dülmen 1995, ISBN 3-87466-260-8.